# Rote Erde (Westfalen)
Rote Erde oder rothe Erde ist eine seit dem Mittelalter belegte Bezeichnung für die historische Landschaft Westfalen zwischen Niederrhein und Weser, die ungefähr dem westlichen Teil des alten Stammesherzogtums Sachsen entspricht.

## Herkunft des Begriffs
Bereits „Die Zweifft Frag“ (12. Frage) der Westfälischen Gerichtsordnung des Königs Ruprecht von 1408 über die Bestellung von Freischöffen bestimmte, „alle Schöpfen sollen gemacht werden auff der roten erden, das ist zu Westphalen“. Die sogenannten „Ruprechtschen Fragen“ sind in verschiedenen Handschriften des 15./16. Jahrhunderts erhalten und werden wörtlich auch in einer Westfälischen Gerichtsordnung von 1546 zitiert. Das Gericht über Leben und Tod wurde in Westfalen noch lange vom Femegericht an einem „Freistuhl“ ausgeübt; der angesehenste Freistuhl befand sich zunächst in Dortmund. Ein Kapiteltag im Baumhof am 1437 errichteten Oberfreistuhl zu Arnsberg erklärte 1490 Fehlurteile in Schwaben und der Grafschaft Nassau (→Ginsburg) folgendermaßen: „De Greven un Scheppen weren nit op roder Erdte gemaket“.
Nach einer älteren Theorie des 19. Jahrhunderts hängt die Ausdrucksweise auf der roten Erde mit dem Blutbann zusammen und meint blutgetränkte Erde. Wahrscheinlicher ist jedoch, dass der Ausdruck rote oder rothe Erde etymologisch mit gerodeter Erde zusammenhängt; im Westfälischen wird das Partizip Perfekt ohne das Morphem „ge-“ gebildet.

## Flurbezeichnung

Historisches Stadtwappen (1937–1974) von Herne mit rotem Dreiberg als Symbol für die rote Erde Westfalens

Die Flur- oder Straßenbezeichnung Rot(h)e Erde gibt es in vielen Orten im Umfeld Westfalens (Bielefeld, Dülmen, Dortmund (das Stadion Rote Erde), Lengerich, Medebach, Münster, Neuenkirchen Krs. Steinfurt, Oelde, Steinhagen, Preußisch Oldendorf, Bad Salzuflen, Vlotho, Bad Wildungen), aber – z. B. aufgrund tatsächlicher roter Bodenfärbung – auch darüber hinaus (Althengstett, Ebsdorfergrund, Göttingen, Großmonra, Kobern-Gondorf, Marienrachdorf, Mechernich, Mörlen, Nörvenich, Pegnitz, Reinheim, Stolberg, Tirschenreuth).

## Literarische Rezeption
„Rote Erde“ wurde insbesondere in der Literatur der Romantik ein Synonym für die westfälische Landschaft:
„Ungehärmt und unter sicherm Geleit aber werden wir dann weiter ziehen können, so weit die rothe Erde sich erstreckt, durch ihre Wälder und Thalschluchten, über ihre Berge und Ströme … Das ist das Romantische, das wir suchen: die Erinnerungen der großen Zeit, auf welcher die unsere gebaut ist …“
In seinem „Finkenlied“ auf den verstorbenen Münsteraner Oberpräsidenten Ludwig von Vincke (1774–1844) verwendete Ernst Moritz Arndt (1769–1860) „Land der Roten Erde“ und „Westenforst“ 1845 als Synonyme für „Westfalen“. Von Mathilde Franziska Anneke (1817–1884) wurde 1846 in Münster die Anthologie Producte der Rothen Erde – Westfälisches Jahrbuch herausgegeben, zu der unter anderem Annette von Droste-Hülshoff (1797–1848) und Ferdinand Freiligrath (1810–1876) Gedichte beisteuerten.
Heinrich Heine (1797–1856), der Annekes Bitte um eine Beteiligung an der Anthologie nicht gefolgt war, hatte 1833 – im Zusammenhang einer Anspielung auf die Femegerichte – Frankreich als „die rothe Erde der Freiheit“ Westfalen gegenübergestellt. Das Heine 1861 zugeschriebene Gedicht Die rothe Erde ist eine Fälschung. Fanny Lewald (1811–1889) verfasste 1850 die Revolutionsnovelle Auf rother Erde, die  in verschiedenen westfälischen Städten (Pyrmont, Iserlohn u. a.) und Dörfern spielt.
Louise von François (1817–1893), die einige Jahre in Minden gelebt hatte, deutete den Begriff in ihrer 1862 entstandenen Novelle Judith die Kluswirtin: „Rote Erde heißt Eisenerde“. Im 1869 erschienenen Westfalenlied von Emil Rittershaus (1834–1897) heißt es:
„Behüt’ dich Gott, du rote Erde,
du Land von Wittekind und Teut“.
Felix Dahn (1834–1912) veröffentlichte 1878 die Ballade Die rote Erde über Karl den Großen, in der er schrieb:
„Zweihunderttausend Sachsen,
Die starben blut’gen Tod: –
Davon ist in Westfalen
Die Erde worden rot“.
Der literarische Nachlass von Julius Petri (1868–1894) wurde postum durch Erich Schmidt unter dem Titel Rothe Erde herausgegeben. Von Peter Hille (1854–1904) stammt der autobiographische Text Ich bin ein Sohn der roten Erde von 1903. Der mit Hille befreundete westfälische Heimatdichter Wilhelm Uhlmann-Bixterheide (1872–1936) veröffentlichte mehrere Titel zur roten Erde. Hedwig Kiesekamp (1844–1919) verfasste Auf roter Erde. Geschichten aus der Heimat.
Der Schriftsteller Karl Wagenfeld war Mitherausgeber der "Heimatblätter der Roten Erde".

## Mentalitätsgeschichtlicher Wandel des Begriffs
In der Arbeiterbewegung des Ruhrgebietes wurde „rote Erde“ mentalitätsgeschichtlich umgedeutet und in Aufnahme der Blut- und Kampfmetaphorik zunehmend als Hinweis auf eine sozialdemokratische, sozialistische oder kommunistische Prägung der Region verstanden (vgl. die TV-Serie Rote Erde). Außerdem bedeutet Rotfärbung der Erde einen hohen Eisen-Anteil und verweist auf die Eisen- und Stahlindustrie. Eine starke Verbreitung erfuhr der Begriff in Dortmund auch dadurch, dass die Bezeichnung aus dem Aachener Industrieviertel Rothe Erde um 1861 von dem Kölner Unternehmer Carl Ruëtz (1822–1881) durch seine „Kommanditgesellschaft auf Aktien Carl Ruetz & Co. Zur Rothen Erde“ (heute Thyssenkrupp Rothe Erde GmbH) nach Dortmund übertragen wurde.
Viele Vereine oder Siedlungsbezeichnungen in Westfalen, besonders im östlichen Ruhrgebiet, nahmen den Namen Rote Erde auf. Bekannt sind etwa das Stadion „Kampfbahn Rote Erde“ von 1926 an der Strobelallee in Dortmund oder das Wohngebiet Rote Erde im Westen der Stadt Beckum. Auch in der DDR wurden einige Sporteinrichtungen Rote Erde benannt, u. a. in Meerane (1946–1957), Neustadt (Orla) oder Rostock.
1928 veranstaltete die Sozialistische Arbeiter-Jugend (SAJ) ihren 5. Reichsjugendtag in Dortmund unter dem Motto „Rote Jugend auf roter Erde“. Der Sprech- und Bewegungschor Rote Erde des Arbeiterdichters Karl Bröger (1886–1944) wurde in der Westfalenhalle vor 20.000 Jugendlichen aufgeführt:

„Wir sind die Kinder der Roten Erde
und wollen, daß endlich Gerechtigkeit werde.
Ein Funke vom Tag ist uns erglommen.
Wir kommen. Wir kommen.“

Die NSDAP versuchte mit dem Namen ihrer Parteizeitung für den Gau Westfalen-Süd „Westfälische Landeszeitung – Rote Erde“, dem übernommenen und enteigneten General-Anzeiger für Dortmund, an die Tradition der Roten Erde anzuknüpfen.
Heute heißt eine historische Themen Westfalens behandelnde Beilage der Westfälischen Nachrichten „Auf Roter Erde“.

## Sportvereine „Rot(h)e Erde“
- Ball Club (BC) Rhenania 08 Aachen-Rothe-Erde, gegründet 1908
- Motorradclub ROTE ERDE MC 1984 (www.mc-roteerde.de)
- Sportgemeinschaft (SG) Rote Erde Beckum 1976 e. V. (Weblink zur Vereins-Homepage)
- Motorradclub (MC) Rote Erde Rohrpott 1984 Bochum (Weblink zur Vereins-Homepage)
- Eisenbahn-Sport-Verein (ESV) Rote Erde Dortmund 1928 e. V. (Weblink zur Vereins-Homepage)
- Schwimm-Club (SC) Rote Erde Hamm von 1919 e. V., zum 1. Januar 2014 in den TuS 1859 Hamm e. V. eingegliedert (Weblink zur Vereins-Homepage)
- Rote Erde Hochdahl, Traditions- und Hobbymannschaft seit 2003 (Weblink zur Vereins-Homepage)
- Rote Erde Kasachstan (Saarländische Hobbyfußballmannschaft), gegründet 1980
- Turngemeinde (TG) „Zur Roten Erde“ von 1848 Schwelm e. V. (Weblink zur Vereins-Homepage)
- Kegelklub Rote Erde 1913 Coesfeld

## Andere Vereinigungen „Rote Erde“
- Männergesangverein (MGV) Höchsten Rote Erde 1909/1873, gegründet 1873 in Berghofermark
- Schaustellerverein Rote Erde e. V. (Dortmund), gegründet 1897 als Verein „Rote Erde“ für Markt-, Messreisende und Berufsgenossen von Westfalen (Weblink zur Vereins-Homepage)
- Aktiengesellschaft „Baumwollspinnerei Rothe Erde“ Bocholt, 1897 gegründet, 1916 stillgelegt, 1918 übernommen von der Hammersen AG Osnabrück
- Damengesangverein Rote Erde in Dortmund-Scharnhorst, 1934 von der Staatspolizei Dortmund als „marxistisch“ aufgelöst[25]
- Genossenschaft zur Errichtung eines Erholungs- und Genesungsheims für Beamte und Arbeiter der Preußisch-Hessischen Eisenbahngemeinschaft – Seehotel „Haus Rote Erde“ – auf der Insel Borkum, 1904 in Münster gegründet, heute in Trägerschaft der Stiftungsfamilie BSW & EWH
- Gemeinnützige Siedlungsgesellschaft Rote Erde GmbH Münster, gegründet 1916, 1970 aufgelöst
- Motorsportclub (MSC) Rote Erde Dortmund e. V. [Lederclub], gegründet 1990
- Johannis-Freimaurerloge „Eiche auf roter Erde“ Herne e. V., gegründet 1923 (Weblink zur Vereins-Homepage), und „Stiftung der Freimaurerloge Eiche auf roter Erde gem. e. V“
- Brieftauben-Reisevereinigung „Rote Erde“ e. V. Kamen
- Gemeinnützige Siedlungsgesellschaft Rote Erde GmbH Münster, gegründet 1916
- Rassetaubenzuchtverein (RTZV) Rote Erde e. V. Sitz Unna, gegründet 1952 (Weblink zur Vereins-Homepage)
- Künstlerwerkstatt Rote Erde e. V. (Steinhagen), aufgelöst zum 30. Juni 2016